# A Vígszínház 2017/2018-as színházi évadja
A Vígszínház 2017/2018-as évadja a teátrum szócikkéhez kapcsolódó fejezet. Az évadnyitó nyílt napot 2017. szeptember 10-én tartották. Az évad a színház fennállásának 122. szezonja.

## A társulat tagjai

### A színház vezetése
- Igazgató: Eszenyi Enikő
- Gazdasági igazgató: Magyar Péter
- Produkciós igazgató: Herczeg András
- Zenei vezető: Presser Gábor
- Irodalmi és dramaturgiai tanácsadó: Vörös Róbert

### Társulati tagok
| Bach Kata        | Gados Béla              | Igó Éva             | Medveczky Balázs | Tornyi Ildikó     |
| Borbiczki Ferenc | Gilicze Márta           | Józan László        | Orosz Ákos       | Tóth András       |
| Börcsök Enikő    | Hajduk Károly           | Karácsonyi Zoltán   | Puzsa Patrícia   | Vecsei H. Miklós  |
| Csapó Attila     | Halász Judit            | Kern András         | Seress Zoltán    | Venczel Vera      |
| Csiby Gergely    | Hegedűs D. Géza         | Király Dániel       | Szatmári Liza    | Wunderlich József |
| Csőre Gábor      | Hegyi Barbara           | Kopek Janka         | Szilágyi Csenge  | Zoltán Áron       |
| Dengyel Iván     | Hevér Gábor             | Kútvölgyi Erzsébet  | Tahi Tóth László |                   |
| Ember Márk       | Hullan Zsuzsa           | Lukács Sándor       | Tar Renáta       |                   |
| Fesztbaum Béla   | Ifj. Vidnyánszky Attila | Majsai-Nyilas Tünde | Telekes Péter    |                   |

### Vendégművészek
| Bajor Lili        | Kerekes József    | Nagy Ervin         |
| Balázsovits Edit  | Kertész Péter     | Papp Dániel        |
| Bata Éva          | Király Attila     | Pelsőczy Réka      |
| Benedek Miklós    | Kovács Nóra       | Péter Kata         |
| Bodor Böbe        | Kovács Olivér     | Réti Adrienn       |
| Borsi-Balogh Máté | Lázár Balázs      | Réti Nóra          |
| Cseh Judit        | Lengyel Tamás     | Reviczky Gábor     |
| Demjén Gyöngyvér  | Méhes László      | Sajgál Erika       |
| Dolmány Attila    | Mentes Júlia      | Stefanovics Angéla |
| Fekete Györgyi    | Mészáros Máté     | Stohl András       |
| Géczi Zoltán      | Mészáros Tibor    | Szabó Mátyás       |
| Holl Zsuzsa       | Mics Ildikó       | Szántó Balázs      |
| Járó Zsuzsa       | Molnár Áron       | Széles Flóra       |
| Juhász István     | Nádas Gábor Dávid | Takács Zalán       |
| Juhász Réka       | Nagy Enikő        | Tarr Judit         |
| Tóth Máté         | Varju Kálmán      |                    |
| Tóth Orsi         | Viszt Attila      |                    |

## Bemutatók

### Vígszínház (nagyszínpad)
- W. Shakespeare: Hamlet (Bemutató: 2017. október 1. / rendező: Eszenyi Enikő)
- Lev Tolsztoj: Háború és béke (Bemutató: 2017. december 16. / rendező: Alexandr Bargman)
- Georges Feydeau: Egy éj a paradicsomban (Bemutató: 2018. március / rendező: Michal Dočekal)

### Pesti Színház
- W. Shakespeare: Lóvátett lovagok (Bemutató: 2017. szeptember 29. / rendező: Rudolf Péter)
- József Attila: Mondjad, Attikám! (Bemutató: 2017. december 15. / rendező: Vecsei Miklós)[2]
- F. M. Dosztojevszkij: A félkegyelmű (Bemutató: 2018. március / rendező: ifj. Vidnyánszky Attila)
- Vecsei Miklós: Kinek az ég alatt már senkije sincsen (Bemutató: 2018. április / rendező: ifj. Vidnyánszky Attila)

### Vígszínház (házi színpad)
- Dragomán György: Máglya (Bemutató: 2017. szeptember 30. / rendező: Armin Petras)

## Repertoár
| Szerzők                                        | A mű címe                             | A bemutató dátuma    | Rendező                 | Helyszín                 |
| ---------------------------------------------- | ------------------------------------- | -------------------- | ----------------------- | ------------------------ |
| Dés László-Geszti Péter-Békés Pál              | A dzsungel könyve                     | 1996. január 28.     | Hegedűs D. Géza         | Pesti Színház            |
| Fjodor Mihajlovics Dosztojevszkij              | A félkegyelmű                         | 2018. március        | ifj. Vidnyánszky Attila | Pesti Színház            |
| Ebherhard Streul-Parti Nagy Lajos              | A kellékes                            | 2008. szeptember 28. | Ilan Eldad              | Pesti Színház            |
| Kosztolányi Dezső                              | A léggömb elrepül                     | 2008. április 23.    | Fesztbaum Béla          | Vígszínház, Házi Színpad |
| Mihail Bulgakov                                | A Mester és Margarita                 | 2014. október 12.    | Michal Dočekal          | Vígszínház               |
| Presser Gábor-Sztevanovity Dusán-Horváth Péter | A padlás                              | 1988. január 29.     | Marton László           | Vígszínház               |
| Dés László-Geszti Péter-Grecsó Krisztián       | A Pál utcai fiúk                      | 2016. november 5.    | Marton László           | Vígszínház               |
| Kincses Réka                                   | A pentheszileia program               | 2016. október 16.    | Kincses Réka            | Vígszínház, Házi Színpad |
| Albert Camus                                   | A pestis                              | 2011. november 25.   | Dömötör András          | Vígszínház, Házi Színpad |
| Gérecz Attila                                  | A szökés                              | 2016. április 16.    | Csuja László            |                          |
| Vecsei H. Miklós                               | Kinek az ég alatt már senkije sincsen | 2018. április        | ifj. Vidnyánszky Attila | Pesti Színház            |
| Molnár Ferenc                                  | A testőr                              | 2015. március 7.     | Valló Péter             | Vígszínház               |
| Tennessee Williams                             | A vágy villamosa                      |                      | Tordy Géza              | Pesti Színház            |
| William Shakespeare                            | A velencei kalmár                     | 2016. március 9.     | Valló Péter             | Pesti Színház            |
| Szepes Mária                                   | A vörös oroszlán                      | 2011. március 18.    | Bodor Böbe              | Vígszínház, Házi Színpad |
| Peter Morgan                                   | Audiencia                             | 2016. október 14.    | Valló Péter             | Pesti Színház            |
| Georges Feydeau                                | Egy éj a paradicsomban                | 2018. március        | Michal Dočekal          | Vígszínház               |
| Henoch Levin                                   | Az élet mint olyan                    | 2006. december 9.    | Ilan Eldad              | Vígszínház, Házi Színpad |
| Fjodor Mihajlovics Dosztojevszkij              | Bűn és bűnhődés                       | 2016. október 15.    | Michal Dočekal          | Vígszínház               |
| Lev Tolsztoj                                   | Háború és béke                        | 2017. december 16.   | Alexandr Bergman        | Vígszínház               |
| Heather Raffo                                  | Fátyol nélkül                         | 2014. október 11.    | Mátyássy Áron           | Vígszínház, Házi Színpad |
| William Shakespeare                            | Hamlet                                | 2017. október 1.     | Eszenyi Enikő           | Vígszínház               |
| Mike Bartlett                                  | Földrengés Londonban                  | 2016. április 1.     | Eszenyi Enikő           | Vígszínház               |
| Márai Sándor                                   | Hallgatni akartam                     | 2016. szeptember 10. | Marton László           | Vígszínház, Házi Színpad |
| Arthur Miller                                  | Istenítélet (A salemi boszorkányok)   | 2015. december 20.   | Mohácsi János           | Vígszínház               |
| Molnár Ferenc                                  | Játék a kastélyban                    | 2009. október 24.    | Marton László           | Vígszínház               |
| Woody Allen                                    | Játszd újra, Sam!                     | 1983. november 7.    | Valló Péter             | Pesti Színház            |
| Bertolt Brecht                                 | Jóembert keresünk                     | 2012. október 13.    | Michal Dočekal          | Vígszínház               |
| William Shakespeare                            | Lovátett lovagok                      | 2017. szeptember 29. | Rudolf Péter            | Pesti Színház            |
| Jean-Baptiste Molière                          | Képzelt beteg                         | 2000. október 8.     | Rusznyák Gábor          | Pesti Színház            |
| Spiró György                                   | Kvartett                              | 2014. október 10.    | Marton László           | Pesti Színház            |
| William Shakespeare                            | Makrancos Kata                        | 2012. január 8.      | Gothár Péter            | Vígszínház               |
| Hadar Galron                                   | Mikve                                 | 2010. október 8.     | Michal Dočekal          | Pesti Színház            |
| L. Frank Baum-Harold Arlen-E. Y. Harburg       | Óz, a csodák csodája                  | 2015. október 31.    | Marton László           | Vígszínház               |
| Michel Tremblay                                | Sógornők                              | 2013. június 15.     | Hegedűs D. Géza         | Pesti Színház            |
| Nádas Péter-Vidovszky László                   | Találkozás                            | 2015. október 23.    | Eszenyi Enikő           | Pesti Színház            |
| William Shakespeare                            | Tévedések vígjátéka                   | 2004. október 9.     | Eszenyi Enikő           | Vígszínház               |
| Vecsei H. Miklós                               | Mondjad, Atikám!                      | 2017. október 7.     | Vecsei H. Miklós        | Vígszínház, Házi Színpad |
| Arany János                                    | Toldi                                 | 2014. április 4.     | Paczolay Béla           | Pesti Színház            |
| Dragomán György                                | Máglya                                | 2017. szeptember 30. | Armin Petras            | Vígszínház, Házi Színpad |
| Presser Gábor-Varró Dániel-Teslár Ákos         | Túl a Maszat-hegyen                   | 2010. december 11.   | Néder Panni             | Pesti Színház            |
| William Shakespeare                            | Szentivánéji álom                     | 2017. február 25.    | Kovács D. Dániel        | Vígszínház               |
| Woody Allen                                    | Szentivánéji szexkomédia              | 2017. február 24.    | Alexandr Bergman        | Pesti Színház            |
| Bartis Attila                                  | Rendezés                              | 2017. február 26.    | Szikszai Rémusz         | Vígszínház, Házi Színpad |
| Simon Stephens                                 | Távoli dal                            | 2017. április 12.    | Szabó István            | Vígszínház, Házi Színpad |